# Маякский
Маякский — посёлок в Аргаяшском районе Челябинской области. Входит в состав Байрамгуловского сельского поселения.
Расположен в юго-западной части района, в 24 км к юго-западу от села Аргаяш.

## История
Поселок основан при подсобном хозяйстве санатория «Увильды» в 1950-х гг. С 1990-х года размещается бригада центрального отделения ЗАО «Аргазинское».

## Население
| 2002 | 2010 |
| ---- | ---- |
| 311  | ↘282 |

(в 1970—130, в 1983—174, в 1995—286)

## Улицы
- Полевая улица
- Садовая улица
- улица Челюскинцев
- Южноуральская улица